# Speaker

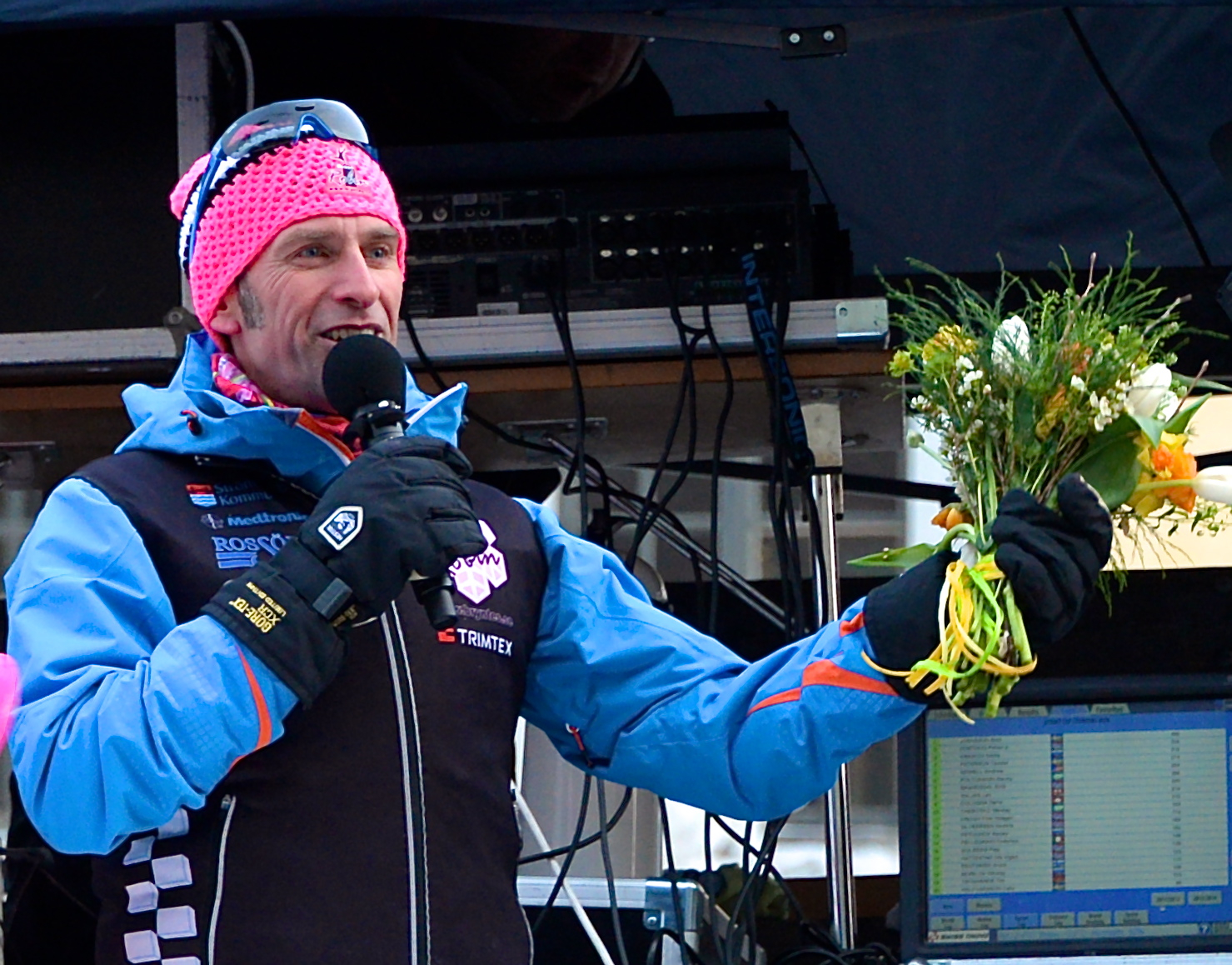
Roberto Vacchi som speaker på Royal Palace Sprint i Stockholm 2013

En speaker är en person som talar i högtalarsystemet vid ett evenemang, som exempelvis en sporttävling. Speakern kan presentera, informera, återberätta, göra reklam, varna, verkställa efterlysningar, genomföra publiktävlingar och försöka få publiken i rätt sinnesstämning.
Speakerns huvuduppgift inom sport är att förtydliga viktiga händelser under tävlingen för åskådarna, alternativt att kommentera hela händelseförloppet. Speaker används bland annat vid cykeltävlingar, fotboll-, innebandy-, handboll- och ishockeymatcher, motorsport-evenemang och travlopp. 
Vid lagsporter som fotboll, innebandy och handboll ska speakern inför match presentera laguppställningar, domare och annan väsentlig fakta. Under match klargör han eller hon de viktigaste händelserna under matchen såsom mål, målskyttar, assister, gula och röda kort samt eventuell tilläggstid. Speakerns roll vid motorsportsevenemang, såsom racing och roadracing, är dock annorlunda. Under racen fungerar speakern som en kommentator, och berättar hela tiden om händelseförloppet för åskådarna. 
På tivolin, marknader, festivaler och dylikt kan speakern marknadsföra olika attraktioner eller produkter.
Vid scenframträdanden och på cirkusar talar man istället om konferencier eller värd. Vid bingospel talar man om bingoutropare.